# Euspondylus maculatus
Euspondylus maculatus är en ödleart som beskrevs av  Johann Jakob von Tschudi 1845. Euspondylus maculatus ingår i släktet Euspondylus och familjen Gymnophthalmidae. Inga underarter finns listade i Catalogue of Life.